# تله‌کابین لنکاوی
تله کابین لنکاوی (به انگلیسی: Langkawi Cable Car) که به کابین آسمان هم معروف است، یکی از جاذبه‌های اصلی در جزیره لنکاوی، ایالت کداح، مالزی می‌باشد. این تله کابین یک مسیر ارتباطی هوایی از دهکده شرقی به قله گونونگ ماچینچانگ، که همچنین محل پل آسمان لنکاوی است، را فراهم می‌نماید. طول کل آن ۲٫۲ کیلومتر (۱٫۴ مایل) است، که مدت زمان سفر از ابتدا تا انتها، حدود ۱۵ دقیقه طول می‌کشد. به‌طور رسمی در سال ۲۰۰۳ بازگشایی شد.
تله کابین لنکاوی درست در شمال بندر تلاگا، پانتی کوک، با دسترسی ورودی در دهکده شرقی، در دامنه رشته کوه مت چینسانگ واقع شده است. این تله کابین در شمال غربی فرودگاه بین‌المللی لنکاوی، در ساحل غربی جزیره اصلی لنکاوی، واقع شده است. از شهر کواه، حدود ۳۰ دقیقه رانندگی و از فرودگاه بین‌المللی لنکاوی ۱۵ دقیقه رانندگی، وقت می‌برد.

## مشخصات فنی
- مسافت طولی: ۲۰۷۹ متر
- صعود عمودی: ۶۸۰ متر
- فاصله شیب دار: ۲۱۵۸ متر
- قطر کابل کشنده: ۵۰ میلیمتر
- قطر چرخ گردان: ۶٫۱۰ متر.
- تعداد سرنشین هر اتاقک: ۶ نفر
- سرعت طراحی شده: ۵ متر بر ثانیه
- سرعت عملی: ۳ متر بر ثانیه
- مدت زمان گردش رفت و برگشت: ۲۸ دقیقه
- ظرفیت در هر ساعت: ۷۰۰ مسافر در هر ساعت
- تعداد ایستگاه: ۳
- تعداد دکل در راستا: ۲
- ارتفاع دکل اول: ۳۸ متر
- ارتفاع دکل دوم: ۷۰ متر
- بیشترین فاصله بین دو تکیه گاه: ۹۱۹٫۵ متر (بین دکل دوم و ایستگاه میانی)
- بیشترین شیب: ۴۲ درجه
- مدت زمان ساخت: ۱۶ ماه (آوریل ۲۰۰۱ تا اوت ۲۰۰۲)
- مدت زمان آزمایش تا راه اندازی: ۳ ماه (اوت ۲۰۰۲ تا اکتبر ۲۰۰۲)